# Hem-Hardinval
Hem-Hardinval – miejscowość i gmina we Francji, w regionie Hauts-de-France, w departamencie Somma.
Według danych na rok 1990 gminę zamieszkiwało 280 osób, a gęstość zaludnienia wynosiła 27 osób/km² (wśród 2293 gmin Pikardii Hem-Hardinval plasuje się na 719. miejscu pod względem liczby ludności, natomiast pod względem powierzchni na miejscu 427.).